# Trzychodówka
Trzychodówka – zadanie szachowe, w którym białe matują w swoim trzecim posunięciu.
Przykłady trzychodówek szachowych:
|   | a | b | c | d | e | f | g | h |   |
| 8 | a6 – Biały król · d6 – Czarny pionek · e6 – Czarny pionek · c5 – Czarny król · f4 – Biały hetman · g2 – Biały goniec | a6 – Biały król · d6 – Czarny pionek · e6 – Czarny pionek · c5 – Czarny król · f4 – Biały hetman · g2 – Biały goniec | a6 – Biały król · d6 – Czarny pionek · e6 – Czarny pionek · c5 – Czarny król · f4 – Biały hetman · g2 – Biały goniec | a6 – Biały król · d6 – Czarny pionek · e6 – Czarny pionek · c5 – Czarny król · f4 – Biały hetman · g2 – Biały goniec | a6 – Biały król · d6 – Czarny pionek · e6 – Czarny pionek · c5 – Czarny król · f4 – Biały hetman · g2 – Biały goniec | a6 – Biały król · d6 – Czarny pionek · e6 – Czarny pionek · c5 – Czarny król · f4 – Biały hetman · g2 – Biały goniec | a6 – Biały król · d6 – Czarny pionek · e6 – Czarny pionek · c5 – Czarny król · f4 – Biały hetman · g2 – Biały goniec | a6 – Biały król · d6 – Czarny pionek · e6 – Czarny pionek · c5 – Czarny król · f4 – Biały hetman · g2 – Biały goniec | 8 |
| 7 | a6 – Biały król · d6 – Czarny pionek · e6 – Czarny pionek · c5 – Czarny król · f4 – Biały hetman · g2 – Biały goniec | a6 – Biały król · d6 – Czarny pionek · e6 – Czarny pionek · c5 – Czarny król · f4 – Biały hetman · g2 – Biały goniec | a6 – Biały król · d6 – Czarny pionek · e6 – Czarny pionek · c5 – Czarny król · f4 – Biały hetman · g2 – Biały goniec | a6 – Biały król · d6 – Czarny pionek · e6 – Czarny pionek · c5 – Czarny król · f4 – Biały hetman · g2 – Biały goniec | a6 – Biały król · d6 – Czarny pionek · e6 – Czarny pionek · c5 – Czarny król · f4 – Biały hetman · g2 – Biały goniec | a6 – Biały król · d6 – Czarny pionek · e6 – Czarny pionek · c5 – Czarny król · f4 – Biały hetman · g2 – Biały goniec | a6 – Biały król · d6 – Czarny pionek · e6 – Czarny pionek · c5 – Czarny król · f4 – Biały hetman · g2 – Biały goniec | a6 – Biały król · d6 – Czarny pionek · e6 – Czarny pionek · c5 – Czarny król · f4 – Biały hetman · g2 – Biały goniec | 7 |
| 6 | a6 – Biały król · d6 – Czarny pionek · e6 – Czarny pionek · c5 – Czarny król · f4 – Biały hetman · g2 – Biały goniec | a6 – Biały król · d6 – Czarny pionek · e6 – Czarny pionek · c5 – Czarny król · f4 – Biały hetman · g2 – Biały goniec | a6 – Biały król · d6 – Czarny pionek · e6 – Czarny pionek · c5 – Czarny król · f4 – Biały hetman · g2 – Biały goniec | a6 – Biały król · d6 – Czarny pionek · e6 – Czarny pionek · c5 – Czarny król · f4 – Biały hetman · g2 – Biały goniec | a6 – Biały król · d6 – Czarny pionek · e6 – Czarny pionek · c5 – Czarny król · f4 – Biały hetman · g2 – Biały goniec | a6 – Biały król · d6 – Czarny pionek · e6 – Czarny pionek · c5 – Czarny król · f4 – Biały hetman · g2 – Biały goniec | a6 – Biały król · d6 – Czarny pionek · e6 – Czarny pionek · c5 – Czarny król · f4 – Biały hetman · g2 – Biały goniec | a6 – Biały król · d6 – Czarny pionek · e6 – Czarny pionek · c5 – Czarny król · f4 – Biały hetman · g2 – Biały goniec | 6 |
| 5 | a6 – Biały król · d6 – Czarny pionek · e6 – Czarny pionek · c5 – Czarny król · f4 – Biały hetman · g2 – Biały goniec | a6 – Biały król · d6 – Czarny pionek · e6 – Czarny pionek · c5 – Czarny król · f4 – Biały hetman · g2 – Biały goniec | a6 – Biały król · d6 – Czarny pionek · e6 – Czarny pionek · c5 – Czarny król · f4 – Biały hetman · g2 – Biały goniec | a6 – Biały król · d6 – Czarny pionek · e6 – Czarny pionek · c5 – Czarny król · f4 – Biały hetman · g2 – Biały goniec | a6 – Biały król · d6 – Czarny pionek · e6 – Czarny pionek · c5 – Czarny król · f4 – Biały hetman · g2 – Biały goniec | a6 – Biały król · d6 – Czarny pionek · e6 – Czarny pionek · c5 – Czarny król · f4 – Biały hetman · g2 – Biały goniec | a6 – Biały król · d6 – Czarny pionek · e6 – Czarny pionek · c5 – Czarny król · f4 – Biały hetman · g2 – Biały goniec | a6 – Biały król · d6 – Czarny pionek · e6 – Czarny pionek · c5 – Czarny król · f4 – Biały hetman · g2 – Biały goniec | 5 |
| 4 | a6 – Biały król · d6 – Czarny pionek · e6 – Czarny pionek · c5 – Czarny król · f4 – Biały hetman · g2 – Biały goniec | a6 – Biały król · d6 – Czarny pionek · e6 – Czarny pionek · c5 – Czarny król · f4 – Biały hetman · g2 – Biały goniec | a6 – Biały król · d6 – Czarny pionek · e6 – Czarny pionek · c5 – Czarny król · f4 – Biały hetman · g2 – Biały goniec | a6 – Biały król · d6 – Czarny pionek · e6 – Czarny pionek · c5 – Czarny król · f4 – Biały hetman · g2 – Biały goniec | a6 – Biały król · d6 – Czarny pionek · e6 – Czarny pionek · c5 – Czarny król · f4 – Biały hetman · g2 – Biały goniec | a6 – Biały król · d6 – Czarny pionek · e6 – Czarny pionek · c5 – Czarny król · f4 – Biały hetman · g2 – Biały goniec | a6 – Biały król · d6 – Czarny pionek · e6 – Czarny pionek · c5 – Czarny król · f4 – Biały hetman · g2 – Biały goniec | a6 – Biały król · d6 – Czarny pionek · e6 – Czarny pionek · c5 – Czarny król · f4 – Biały hetman · g2 – Biały goniec | 4 |
| 3 | a6 – Biały król · d6 – Czarny pionek · e6 – Czarny pionek · c5 – Czarny król · f4 – Biały hetman · g2 – Biały goniec | a6 – Biały król · d6 – Czarny pionek · e6 – Czarny pionek · c5 – Czarny król · f4 – Biały hetman · g2 – Biały goniec | a6 – Biały król · d6 – Czarny pionek · e6 – Czarny pionek · c5 – Czarny król · f4 – Biały hetman · g2 – Biały goniec | a6 – Biały król · d6 – Czarny pionek · e6 – Czarny pionek · c5 – Czarny król · f4 – Biały hetman · g2 – Biały goniec | a6 – Biały król · d6 – Czarny pionek · e6 – Czarny pionek · c5 – Czarny król · f4 – Biały hetman · g2 – Biały goniec | a6 – Biały król · d6 – Czarny pionek · e6 – Czarny pionek · c5 – Czarny król · f4 – Biały hetman · g2 – Biały goniec | a6 – Biały król · d6 – Czarny pionek · e6 – Czarny pionek · c5 – Czarny król · f4 – Biały hetman · g2 – Biały goniec | a6 – Biały król · d6 – Czarny pionek · e6 – Czarny pionek · c5 – Czarny król · f4 – Biały hetman · g2 – Biały goniec | 3 |
| 2 | a6 – Biały król · d6 – Czarny pionek · e6 – Czarny pionek · c5 – Czarny król · f4 – Biały hetman · g2 – Biały goniec | a6 – Biały król · d6 – Czarny pionek · e6 – Czarny pionek · c5 – Czarny król · f4 – Biały hetman · g2 – Biały goniec | a6 – Biały król · d6 – Czarny pionek · e6 – Czarny pionek · c5 – Czarny król · f4 – Biały hetman · g2 – Biały goniec | a6 – Biały król · d6 – Czarny pionek · e6 – Czarny pionek · c5 – Czarny król · f4 – Biały hetman · g2 – Biały goniec | a6 – Biały król · d6 – Czarny pionek · e6 – Czarny pionek · c5 – Czarny król · f4 – Biały hetman · g2 – Biały goniec | a6 – Biały król · d6 – Czarny pionek · e6 – Czarny pionek · c5 – Czarny król · f4 – Biały hetman · g2 – Biały goniec | a6 – Biały król · d6 – Czarny pionek · e6 – Czarny pionek · c5 – Czarny król · f4 – Biały hetman · g2 – Biały goniec | a6 – Biały król · d6 – Czarny pionek · e6 – Czarny pionek · c5 – Czarny król · f4 – Biały hetman · g2 – Biały goniec | 2 |
| 1 | a6 – Biały król · d6 – Czarny pionek · e6 – Czarny pionek · c5 – Czarny król · f4 – Biały hetman · g2 – Biały goniec | a6 – Biały król · d6 – Czarny pionek · e6 – Czarny pionek · c5 – Czarny król · f4 – Biały hetman · g2 – Biały goniec | a6 – Biały król · d6 – Czarny pionek · e6 – Czarny pionek · c5 – Czarny król · f4 – Biały hetman · g2 – Biały goniec | a6 – Biały król · d6 – Czarny pionek · e6 – Czarny pionek · c5 – Czarny król · f4 – Biały hetman · g2 – Biały goniec | a6 – Biały król · d6 – Czarny pionek · e6 – Czarny pionek · c5 – Czarny król · f4 – Biały hetman · g2 – Biały goniec | a6 – Biały król · d6 – Czarny pionek · e6 – Czarny pionek · c5 – Czarny król · f4 – Biały hetman · g2 – Biały goniec | a6 – Biały król · d6 – Czarny pionek · e6 – Czarny pionek · c5 – Czarny król · f4 – Biały hetman · g2 – Biały goniec | a6 – Biały król · d6 – Czarny pionek · e6 – Czarny pionek · c5 – Czarny król · f4 – Biały hetman · g2 – Biały goniec | 1 |
|   | a | b | c | d | e | f | g | h |   |

|   | a | b | c | d | e | f | g | h |   |
| 8 | h8 – Czarny król · b7 – Biała wieża · h7 – Biały pionek · f4 – Biały pionek · d3 – Biały goniec · f3 – Biały hetman · c1 – Biały król | h8 – Czarny król · b7 – Biała wieża · h7 – Biały pionek · f4 – Biały pionek · d3 – Biały goniec · f3 – Biały hetman · c1 – Biały król | h8 – Czarny król · b7 – Biała wieża · h7 – Biały pionek · f4 – Biały pionek · d3 – Biały goniec · f3 – Biały hetman · c1 – Biały król | h8 – Czarny król · b7 – Biała wieża · h7 – Biały pionek · f4 – Biały pionek · d3 – Biały goniec · f3 – Biały hetman · c1 – Biały król | h8 – Czarny król · b7 – Biała wieża · h7 – Biały pionek · f4 – Biały pionek · d3 – Biały goniec · f3 – Biały hetman · c1 – Biały król | h8 – Czarny król · b7 – Biała wieża · h7 – Biały pionek · f4 – Biały pionek · d3 – Biały goniec · f3 – Biały hetman · c1 – Biały król | h8 – Czarny król · b7 – Biała wieża · h7 – Biały pionek · f4 – Biały pionek · d3 – Biały goniec · f3 – Biały hetman · c1 – Biały król | h8 – Czarny król · b7 – Biała wieża · h7 – Biały pionek · f4 – Biały pionek · d3 – Biały goniec · f3 – Biały hetman · c1 – Biały król | 8 |
| 7 | h8 – Czarny król · b7 – Biała wieża · h7 – Biały pionek · f4 – Biały pionek · d3 – Biały goniec · f3 – Biały hetman · c1 – Biały król | h8 – Czarny król · b7 – Biała wieża · h7 – Biały pionek · f4 – Biały pionek · d3 – Biały goniec · f3 – Biały hetman · c1 – Biały król | h8 – Czarny król · b7 – Biała wieża · h7 – Biały pionek · f4 – Biały pionek · d3 – Biały goniec · f3 – Biały hetman · c1 – Biały król | h8 – Czarny król · b7 – Biała wieża · h7 – Biały pionek · f4 – Biały pionek · d3 – Biały goniec · f3 – Biały hetman · c1 – Biały król | h8 – Czarny król · b7 – Biała wieża · h7 – Biały pionek · f4 – Biały pionek · d3 – Biały goniec · f3 – Biały hetman · c1 – Biały król | h8 – Czarny król · b7 – Biała wieża · h7 – Biały pionek · f4 – Biały pionek · d3 – Biały goniec · f3 – Biały hetman · c1 – Biały król | h8 – Czarny król · b7 – Biała wieża · h7 – Biały pionek · f4 – Biały pionek · d3 – Biały goniec · f3 – Biały hetman · c1 – Biały król | h8 – Czarny król · b7 – Biała wieża · h7 – Biały pionek · f4 – Biały pionek · d3 – Biały goniec · f3 – Biały hetman · c1 – Biały król | 7 |
| 6 | h8 – Czarny król · b7 – Biała wieża · h7 – Biały pionek · f4 – Biały pionek · d3 – Biały goniec · f3 – Biały hetman · c1 – Biały król | h8 – Czarny król · b7 – Biała wieża · h7 – Biały pionek · f4 – Biały pionek · d3 – Biały goniec · f3 – Biały hetman · c1 – Biały król | h8 – Czarny król · b7 – Biała wieża · h7 – Biały pionek · f4 – Biały pionek · d3 – Biały goniec · f3 – Biały hetman · c1 – Biały król | h8 – Czarny król · b7 – Biała wieża · h7 – Biały pionek · f4 – Biały pionek · d3 – Biały goniec · f3 – Biały hetman · c1 – Biały król | h8 – Czarny król · b7 – Biała wieża · h7 – Biały pionek · f4 – Biały pionek · d3 – Biały goniec · f3 – Biały hetman · c1 – Biały król | h8 – Czarny król · b7 – Biała wieża · h7 – Biały pionek · f4 – Biały pionek · d3 – Biały goniec · f3 – Biały hetman · c1 – Biały król | h8 – Czarny król · b7 – Biała wieża · h7 – Biały pionek · f4 – Biały pionek · d3 – Biały goniec · f3 – Biały hetman · c1 – Biały król | h8 – Czarny król · b7 – Biała wieża · h7 – Biały pionek · f4 – Biały pionek · d3 – Biały goniec · f3 – Biały hetman · c1 – Biały król | 6 |
| 5 | h8 – Czarny król · b7 – Biała wieża · h7 – Biały pionek · f4 – Biały pionek · d3 – Biały goniec · f3 – Biały hetman · c1 – Biały król | h8 – Czarny król · b7 – Biała wieża · h7 – Biały pionek · f4 – Biały pionek · d3 – Biały goniec · f3 – Biały hetman · c1 – Biały król | h8 – Czarny król · b7 – Biała wieża · h7 – Biały pionek · f4 – Biały pionek · d3 – Biały goniec · f3 – Biały hetman · c1 – Biały król | h8 – Czarny król · b7 – Biała wieża · h7 – Biały pionek · f4 – Biały pionek · d3 – Biały goniec · f3 – Biały hetman · c1 – Biały król | h8 – Czarny król · b7 – Biała wieża · h7 – Biały pionek · f4 – Biały pionek · d3 – Biały goniec · f3 – Biały hetman · c1 – Biały król | h8 – Czarny król · b7 – Biała wieża · h7 – Biały pionek · f4 – Biały pionek · d3 – Biały goniec · f3 – Biały hetman · c1 – Biały król | h8 – Czarny król · b7 – Biała wieża · h7 – Biały pionek · f4 – Biały pionek · d3 – Biały goniec · f3 – Biały hetman · c1 – Biały król | h8 – Czarny król · b7 – Biała wieża · h7 – Biały pionek · f4 – Biały pionek · d3 – Biały goniec · f3 – Biały hetman · c1 – Biały król | 5 |
| 4 | h8 – Czarny król · b7 – Biała wieża · h7 – Biały pionek · f4 – Biały pionek · d3 – Biały goniec · f3 – Biały hetman · c1 – Biały król | h8 – Czarny król · b7 – Biała wieża · h7 – Biały pionek · f4 – Biały pionek · d3 – Biały goniec · f3 – Biały hetman · c1 – Biały król | h8 – Czarny król · b7 – Biała wieża · h7 – Biały pionek · f4 – Biały pionek · d3 – Biały goniec · f3 – Biały hetman · c1 – Biały król | h8 – Czarny król · b7 – Biała wieża · h7 – Biały pionek · f4 – Biały pionek · d3 – Biały goniec · f3 – Biały hetman · c1 – Biały król | h8 – Czarny król · b7 – Biała wieża · h7 – Biały pionek · f4 – Biały pionek · d3 – Biały goniec · f3 – Biały hetman · c1 – Biały król | h8 – Czarny król · b7 – Biała wieża · h7 – Biały pionek · f4 – Biały pionek · d3 – Biały goniec · f3 – Biały hetman · c1 – Biały król | h8 – Czarny król · b7 – Biała wieża · h7 – Biały pionek · f4 – Biały pionek · d3 – Biały goniec · f3 – Biały hetman · c1 – Biały król | h8 – Czarny król · b7 – Biała wieża · h7 – Biały pionek · f4 – Biały pionek · d3 – Biały goniec · f3 – Biały hetman · c1 – Biały król | 4 |
| 3 | h8 – Czarny król · b7 – Biała wieża · h7 – Biały pionek · f4 – Biały pionek · d3 – Biały goniec · f3 – Biały hetman · c1 – Biały król | h8 – Czarny król · b7 – Biała wieża · h7 – Biały pionek · f4 – Biały pionek · d3 – Biały goniec · f3 – Biały hetman · c1 – Biały król | h8 – Czarny król · b7 – Biała wieża · h7 – Biały pionek · f4 – Biały pionek · d3 – Biały goniec · f3 – Biały hetman · c1 – Biały król | h8 – Czarny król · b7 – Biała wieża · h7 – Biały pionek · f4 – Biały pionek · d3 – Biały goniec · f3 – Biały hetman · c1 – Biały król | h8 – Czarny król · b7 – Biała wieża · h7 – Biały pionek · f4 – Biały pionek · d3 – Biały goniec · f3 – Biały hetman · c1 – Biały król | h8 – Czarny król · b7 – Biała wieża · h7 – Biały pionek · f4 – Biały pionek · d3 – Biały goniec · f3 – Biały hetman · c1 – Biały król | h8 – Czarny król · b7 – Biała wieża · h7 – Biały pionek · f4 – Biały pionek · d3 – Biały goniec · f3 – Biały hetman · c1 – Biały król | h8 – Czarny król · b7 – Biała wieża · h7 – Biały pionek · f4 – Biały pionek · d3 – Biały goniec · f3 – Biały hetman · c1 – Biały król | 3 |
| 2 | h8 – Czarny król · b7 – Biała wieża · h7 – Biały pionek · f4 – Biały pionek · d3 – Biały goniec · f3 – Biały hetman · c1 – Biały król | h8 – Czarny król · b7 – Biała wieża · h7 – Biały pionek · f4 – Biały pionek · d3 – Biały goniec · f3 – Biały hetman · c1 – Biały król | h8 – Czarny król · b7 – Biała wieża · h7 – Biały pionek · f4 – Biały pionek · d3 – Biały goniec · f3 – Biały hetman · c1 – Biały król | h8 – Czarny król · b7 – Biała wieża · h7 – Biały pionek · f4 – Biały pionek · d3 – Biały goniec · f3 – Biały hetman · c1 – Biały król | h8 – Czarny król · b7 – Biała wieża · h7 – Biały pionek · f4 – Biały pionek · d3 – Biały goniec · f3 – Biały hetman · c1 – Biały król | h8 – Czarny król · b7 – Biała wieża · h7 – Biały pionek · f4 – Biały pionek · d3 – Biały goniec · f3 – Biały hetman · c1 – Biały król | h8 – Czarny król · b7 – Biała wieża · h7 – Biały pionek · f4 – Biały pionek · d3 – Biały goniec · f3 – Biały hetman · c1 – Biały król | h8 – Czarny król · b7 – Biała wieża · h7 – Biały pionek · f4 – Biały pionek · d3 – Biały goniec · f3 – Biały hetman · c1 – Biały król | 2 |
| 1 | h8 – Czarny król · b7 – Biała wieża · h7 – Biały pionek · f4 – Biały pionek · d3 – Biały goniec · f3 – Biały hetman · c1 – Biały król | h8 – Czarny król · b7 – Biała wieża · h7 – Biały pionek · f4 – Biały pionek · d3 – Biały goniec · f3 – Biały hetman · c1 – Biały król | h8 – Czarny król · b7 – Biała wieża · h7 – Biały pionek · f4 – Biały pionek · d3 – Biały goniec · f3 – Biały hetman · c1 – Biały król | h8 – Czarny król · b7 – Biała wieża · h7 – Biały pionek · f4 – Biały pionek · d3 – Biały goniec · f3 – Biały hetman · c1 – Biały król | h8 – Czarny król · b7 – Biała wieża · h7 – Biały pionek · f4 – Biały pionek · d3 – Biały goniec · f3 – Biały hetman · c1 – Biały król | h8 – Czarny król · b7 – Biała wieża · h7 – Biały pionek · f4 – Biały pionek · d3 – Biały goniec · f3 – Biały hetman · c1 – Biały król | h8 – Czarny król · b7 – Biała wieża · h7 – Biały pionek · f4 – Biały pionek · d3 – Biały goniec · f3 – Biały hetman · c1 – Biały król | h8 – Czarny król · b7 – Biała wieża · h7 – Biały pionek · f4 – Biały pionek · d3 – Biały goniec · f3 – Biały hetman · c1 – Biały król | 1 |
|   | a | b | c | d | e | f | g | h |   |

|   | a | b | c | d | e | f | g | h |   |
| 8 | a8 – Czarny goniec · b8 – Biały goniec · a7 – Biały pionek · b7 – Czarny król · c7 – Czarny pionek · d7 – Czarny pionek · e7 – Biały skoczek · c6 – Czarny pionek · d6 – Czarny pionek · a5 – Biały król · d5 – Czarny pionek · a4 – Biały skoczek · h1 – Biały goniec | a8 – Czarny goniec · b8 – Biały goniec · a7 – Biały pionek · b7 – Czarny król · c7 – Czarny pionek · d7 – Czarny pionek · e7 – Biały skoczek · c6 – Czarny pionek · d6 – Czarny pionek · a5 – Biały król · d5 – Czarny pionek · a4 – Biały skoczek · h1 – Biały goniec | a8 – Czarny goniec · b8 – Biały goniec · a7 – Biały pionek · b7 – Czarny król · c7 – Czarny pionek · d7 – Czarny pionek · e7 – Biały skoczek · c6 – Czarny pionek · d6 – Czarny pionek · a5 – Biały król · d5 – Czarny pionek · a4 – Biały skoczek · h1 – Biały goniec | a8 – Czarny goniec · b8 – Biały goniec · a7 – Biały pionek · b7 – Czarny król · c7 – Czarny pionek · d7 – Czarny pionek · e7 – Biały skoczek · c6 – Czarny pionek · d6 – Czarny pionek · a5 – Biały król · d5 – Czarny pionek · a4 – Biały skoczek · h1 – Biały goniec | a8 – Czarny goniec · b8 – Biały goniec · a7 – Biały pionek · b7 – Czarny król · c7 – Czarny pionek · d7 – Czarny pionek · e7 – Biały skoczek · c6 – Czarny pionek · d6 – Czarny pionek · a5 – Biały król · d5 – Czarny pionek · a4 – Biały skoczek · h1 – Biały goniec | a8 – Czarny goniec · b8 – Biały goniec · a7 – Biały pionek · b7 – Czarny król · c7 – Czarny pionek · d7 – Czarny pionek · e7 – Biały skoczek · c6 – Czarny pionek · d6 – Czarny pionek · a5 – Biały król · d5 – Czarny pionek · a4 – Biały skoczek · h1 – Biały goniec | a8 – Czarny goniec · b8 – Biały goniec · a7 – Biały pionek · b7 – Czarny król · c7 – Czarny pionek · d7 – Czarny pionek · e7 – Biały skoczek · c6 – Czarny pionek · d6 – Czarny pionek · a5 – Biały król · d5 – Czarny pionek · a4 – Biały skoczek · h1 – Biały goniec | a8 – Czarny goniec · b8 – Biały goniec · a7 – Biały pionek · b7 – Czarny król · c7 – Czarny pionek · d7 – Czarny pionek · e7 – Biały skoczek · c6 – Czarny pionek · d6 – Czarny pionek · a5 – Biały król · d5 – Czarny pionek · a4 – Biały skoczek · h1 – Biały goniec | 8 |
| 7 | a8 – Czarny goniec · b8 – Biały goniec · a7 – Biały pionek · b7 – Czarny król · c7 – Czarny pionek · d7 – Czarny pionek · e7 – Biały skoczek · c6 – Czarny pionek · d6 – Czarny pionek · a5 – Biały król · d5 – Czarny pionek · a4 – Biały skoczek · h1 – Biały goniec | a8 – Czarny goniec · b8 – Biały goniec · a7 – Biały pionek · b7 – Czarny król · c7 – Czarny pionek · d7 – Czarny pionek · e7 – Biały skoczek · c6 – Czarny pionek · d6 – Czarny pionek · a5 – Biały król · d5 – Czarny pionek · a4 – Biały skoczek · h1 – Biały goniec | a8 – Czarny goniec · b8 – Biały goniec · a7 – Biały pionek · b7 – Czarny król · c7 – Czarny pionek · d7 – Czarny pionek · e7 – Biały skoczek · c6 – Czarny pionek · d6 – Czarny pionek · a5 – Biały król · d5 – Czarny pionek · a4 – Biały skoczek · h1 – Biały goniec | a8 – Czarny goniec · b8 – Biały goniec · a7 – Biały pionek · b7 – Czarny król · c7 – Czarny pionek · d7 – Czarny pionek · e7 – Biały skoczek · c6 – Czarny pionek · d6 – Czarny pionek · a5 – Biały król · d5 – Czarny pionek · a4 – Biały skoczek · h1 – Biały goniec | a8 – Czarny goniec · b8 – Biały goniec · a7 – Biały pionek · b7 – Czarny król · c7 – Czarny pionek · d7 – Czarny pionek · e7 – Biały skoczek · c6 – Czarny pionek · d6 – Czarny pionek · a5 – Biały król · d5 – Czarny pionek · a4 – Biały skoczek · h1 – Biały goniec | a8 – Czarny goniec · b8 – Biały goniec · a7 – Biały pionek · b7 – Czarny król · c7 – Czarny pionek · d7 – Czarny pionek · e7 – Biały skoczek · c6 – Czarny pionek · d6 – Czarny pionek · a5 – Biały król · d5 – Czarny pionek · a4 – Biały skoczek · h1 – Biały goniec | a8 – Czarny goniec · b8 – Biały goniec · a7 – Biały pionek · b7 – Czarny król · c7 – Czarny pionek · d7 – Czarny pionek · e7 – Biały skoczek · c6 – Czarny pionek · d6 – Czarny pionek · a5 – Biały król · d5 – Czarny pionek · a4 – Biały skoczek · h1 – Biały goniec | a8 – Czarny goniec · b8 – Biały goniec · a7 – Biały pionek · b7 – Czarny król · c7 – Czarny pionek · d7 – Czarny pionek · e7 – Biały skoczek · c6 – Czarny pionek · d6 – Czarny pionek · a5 – Biały król · d5 – Czarny pionek · a4 – Biały skoczek · h1 – Biały goniec | 7 |
| 6 | a8 – Czarny goniec · b8 – Biały goniec · a7 – Biały pionek · b7 – Czarny król · c7 – Czarny pionek · d7 – Czarny pionek · e7 – Biały skoczek · c6 – Czarny pionek · d6 – Czarny pionek · a5 – Biały król · d5 – Czarny pionek · a4 – Biały skoczek · h1 – Biały goniec | a8 – Czarny goniec · b8 – Biały goniec · a7 – Biały pionek · b7 – Czarny król · c7 – Czarny pionek · d7 – Czarny pionek · e7 – Biały skoczek · c6 – Czarny pionek · d6 – Czarny pionek · a5 – Biały król · d5 – Czarny pionek · a4 – Biały skoczek · h1 – Biały goniec | a8 – Czarny goniec · b8 – Biały goniec · a7 – Biały pionek · b7 – Czarny król · c7 – Czarny pionek · d7 – Czarny pionek · e7 – Biały skoczek · c6 – Czarny pionek · d6 – Czarny pionek · a5 – Biały król · d5 – Czarny pionek · a4 – Biały skoczek · h1 – Biały goniec | a8 – Czarny goniec · b8 – Biały goniec · a7 – Biały pionek · b7 – Czarny król · c7 – Czarny pionek · d7 – Czarny pionek · e7 – Biały skoczek · c6 – Czarny pionek · d6 – Czarny pionek · a5 – Biały król · d5 – Czarny pionek · a4 – Biały skoczek · h1 – Biały goniec | a8 – Czarny goniec · b8 – Biały goniec · a7 – Biały pionek · b7 – Czarny król · c7 – Czarny pionek · d7 – Czarny pionek · e7 – Biały skoczek · c6 – Czarny pionek · d6 – Czarny pionek · a5 – Biały król · d5 – Czarny pionek · a4 – Biały skoczek · h1 – Biały goniec | a8 – Czarny goniec · b8 – Biały goniec · a7 – Biały pionek · b7 – Czarny król · c7 – Czarny pionek · d7 – Czarny pionek · e7 – Biały skoczek · c6 – Czarny pionek · d6 – Czarny pionek · a5 – Biały król · d5 – Czarny pionek · a4 – Biały skoczek · h1 – Biały goniec | a8 – Czarny goniec · b8 – Biały goniec · a7 – Biały pionek · b7 – Czarny król · c7 – Czarny pionek · d7 – Czarny pionek · e7 – Biały skoczek · c6 – Czarny pionek · d6 – Czarny pionek · a5 – Biały król · d5 – Czarny pionek · a4 – Biały skoczek · h1 – Biały goniec | a8 – Czarny goniec · b8 – Biały goniec · a7 – Biały pionek · b7 – Czarny król · c7 – Czarny pionek · d7 – Czarny pionek · e7 – Biały skoczek · c6 – Czarny pionek · d6 – Czarny pionek · a5 – Biały król · d5 – Czarny pionek · a4 – Biały skoczek · h1 – Biały goniec | 6 |
| 5 | a8 – Czarny goniec · b8 – Biały goniec · a7 – Biały pionek · b7 – Czarny król · c7 – Czarny pionek · d7 – Czarny pionek · e7 – Biały skoczek · c6 – Czarny pionek · d6 – Czarny pionek · a5 – Biały król · d5 – Czarny pionek · a4 – Biały skoczek · h1 – Biały goniec | a8 – Czarny goniec · b8 – Biały goniec · a7 – Biały pionek · b7 – Czarny król · c7 – Czarny pionek · d7 – Czarny pionek · e7 – Biały skoczek · c6 – Czarny pionek · d6 – Czarny pionek · a5 – Biały król · d5 – Czarny pionek · a4 – Biały skoczek · h1 – Biały goniec | a8 – Czarny goniec · b8 – Biały goniec · a7 – Biały pionek · b7 – Czarny król · c7 – Czarny pionek · d7 – Czarny pionek · e7 – Biały skoczek · c6 – Czarny pionek · d6 – Czarny pionek · a5 – Biały król · d5 – Czarny pionek · a4 – Biały skoczek · h1 – Biały goniec | a8 – Czarny goniec · b8 – Biały goniec · a7 – Biały pionek · b7 – Czarny król · c7 – Czarny pionek · d7 – Czarny pionek · e7 – Biały skoczek · c6 – Czarny pionek · d6 – Czarny pionek · a5 – Biały król · d5 – Czarny pionek · a4 – Biały skoczek · h1 – Biały goniec | a8 – Czarny goniec · b8 – Biały goniec · a7 – Biały pionek · b7 – Czarny król · c7 – Czarny pionek · d7 – Czarny pionek · e7 – Biały skoczek · c6 – Czarny pionek · d6 – Czarny pionek · a5 – Biały król · d5 – Czarny pionek · a4 – Biały skoczek · h1 – Biały goniec | a8 – Czarny goniec · b8 – Biały goniec · a7 – Biały pionek · b7 – Czarny król · c7 – Czarny pionek · d7 – Czarny pionek · e7 – Biały skoczek · c6 – Czarny pionek · d6 – Czarny pionek · a5 – Biały król · d5 – Czarny pionek · a4 – Biały skoczek · h1 – Biały goniec | a8 – Czarny goniec · b8 – Biały goniec · a7 – Biały pionek · b7 – Czarny król · c7 – Czarny pionek · d7 – Czarny pionek · e7 – Biały skoczek · c6 – Czarny pionek · d6 – Czarny pionek · a5 – Biały król · d5 – Czarny pionek · a4 – Biały skoczek · h1 – Biały goniec | a8 – Czarny goniec · b8 – Biały goniec · a7 – Biały pionek · b7 – Czarny król · c7 – Czarny pionek · d7 – Czarny pionek · e7 – Biały skoczek · c6 – Czarny pionek · d6 – Czarny pionek · a5 – Biały król · d5 – Czarny pionek · a4 – Biały skoczek · h1 – Biały goniec | 5 |
| 4 | a8 – Czarny goniec · b8 – Biały goniec · a7 – Biały pionek · b7 – Czarny król · c7 – Czarny pionek · d7 – Czarny pionek · e7 – Biały skoczek · c6 – Czarny pionek · d6 – Czarny pionek · a5 – Biały król · d5 – Czarny pionek · a4 – Biały skoczek · h1 – Biały goniec | a8 – Czarny goniec · b8 – Biały goniec · a7 – Biały pionek · b7 – Czarny król · c7 – Czarny pionek · d7 – Czarny pionek · e7 – Biały skoczek · c6 – Czarny pionek · d6 – Czarny pionek · a5 – Biały król · d5 – Czarny pionek · a4 – Biały skoczek · h1 – Biały goniec | a8 – Czarny goniec · b8 – Biały goniec · a7 – Biały pionek · b7 – Czarny król · c7 – Czarny pionek · d7 – Czarny pionek · e7 – Biały skoczek · c6 – Czarny pionek · d6 – Czarny pionek · a5 – Biały król · d5 – Czarny pionek · a4 – Biały skoczek · h1 – Biały goniec | a8 – Czarny goniec · b8 – Biały goniec · a7 – Biały pionek · b7 – Czarny król · c7 – Czarny pionek · d7 – Czarny pionek · e7 – Biały skoczek · c6 – Czarny pionek · d6 – Czarny pionek · a5 – Biały król · d5 – Czarny pionek · a4 – Biały skoczek · h1 – Biały goniec | a8 – Czarny goniec · b8 – Biały goniec · a7 – Biały pionek · b7 – Czarny król · c7 – Czarny pionek · d7 – Czarny pionek · e7 – Biały skoczek · c6 – Czarny pionek · d6 – Czarny pionek · a5 – Biały król · d5 – Czarny pionek · a4 – Biały skoczek · h1 – Biały goniec | a8 – Czarny goniec · b8 – Biały goniec · a7 – Biały pionek · b7 – Czarny król · c7 – Czarny pionek · d7 – Czarny pionek · e7 – Biały skoczek · c6 – Czarny pionek · d6 – Czarny pionek · a5 – Biały król · d5 – Czarny pionek · a4 – Biały skoczek · h1 – Biały goniec | a8 – Czarny goniec · b8 – Biały goniec · a7 – Biały pionek · b7 – Czarny król · c7 – Czarny pionek · d7 – Czarny pionek · e7 – Biały skoczek · c6 – Czarny pionek · d6 – Czarny pionek · a5 – Biały król · d5 – Czarny pionek · a4 – Biały skoczek · h1 – Biały goniec | a8 – Czarny goniec · b8 – Biały goniec · a7 – Biały pionek · b7 – Czarny król · c7 – Czarny pionek · d7 – Czarny pionek · e7 – Biały skoczek · c6 – Czarny pionek · d6 – Czarny pionek · a5 – Biały król · d5 – Czarny pionek · a4 – Biały skoczek · h1 – Biały goniec | 4 |
| 3 | a8 – Czarny goniec · b8 – Biały goniec · a7 – Biały pionek · b7 – Czarny król · c7 – Czarny pionek · d7 – Czarny pionek · e7 – Biały skoczek · c6 – Czarny pionek · d6 – Czarny pionek · a5 – Biały król · d5 – Czarny pionek · a4 – Biały skoczek · h1 – Biały goniec | a8 – Czarny goniec · b8 – Biały goniec · a7 – Biały pionek · b7 – Czarny król · c7 – Czarny pionek · d7 – Czarny pionek · e7 – Biały skoczek · c6 – Czarny pionek · d6 – Czarny pionek · a5 – Biały król · d5 – Czarny pionek · a4 – Biały skoczek · h1 – Biały goniec | a8 – Czarny goniec · b8 – Biały goniec · a7 – Biały pionek · b7 – Czarny król · c7 – Czarny pionek · d7 – Czarny pionek · e7 – Biały skoczek · c6 – Czarny pionek · d6 – Czarny pionek · a5 – Biały król · d5 – Czarny pionek · a4 – Biały skoczek · h1 – Biały goniec | a8 – Czarny goniec · b8 – Biały goniec · a7 – Biały pionek · b7 – Czarny król · c7 – Czarny pionek · d7 – Czarny pionek · e7 – Biały skoczek · c6 – Czarny pionek · d6 – Czarny pionek · a5 – Biały król · d5 – Czarny pionek · a4 – Biały skoczek · h1 – Biały goniec | a8 – Czarny goniec · b8 – Biały goniec · a7 – Biały pionek · b7 – Czarny król · c7 – Czarny pionek · d7 – Czarny pionek · e7 – Biały skoczek · c6 – Czarny pionek · d6 – Czarny pionek · a5 – Biały król · d5 – Czarny pionek · a4 – Biały skoczek · h1 – Biały goniec | a8 – Czarny goniec · b8 – Biały goniec · a7 – Biały pionek · b7 – Czarny król · c7 – Czarny pionek · d7 – Czarny pionek · e7 – Biały skoczek · c6 – Czarny pionek · d6 – Czarny pionek · a5 – Biały król · d5 – Czarny pionek · a4 – Biały skoczek · h1 – Biały goniec | a8 – Czarny goniec · b8 – Biały goniec · a7 – Biały pionek · b7 – Czarny król · c7 – Czarny pionek · d7 – Czarny pionek · e7 – Biały skoczek · c6 – Czarny pionek · d6 – Czarny pionek · a5 – Biały król · d5 – Czarny pionek · a4 – Biały skoczek · h1 – Biały goniec | a8 – Czarny goniec · b8 – Biały goniec · a7 – Biały pionek · b7 – Czarny król · c7 – Czarny pionek · d7 – Czarny pionek · e7 – Biały skoczek · c6 – Czarny pionek · d6 – Czarny pionek · a5 – Biały król · d5 – Czarny pionek · a4 – Biały skoczek · h1 – Biały goniec | 3 |
| 2 | a8 – Czarny goniec · b8 – Biały goniec · a7 – Biały pionek · b7 – Czarny król · c7 – Czarny pionek · d7 – Czarny pionek · e7 – Biały skoczek · c6 – Czarny pionek · d6 – Czarny pionek · a5 – Biały król · d5 – Czarny pionek · a4 – Biały skoczek · h1 – Biały goniec | a8 – Czarny goniec · b8 – Biały goniec · a7 – Biały pionek · b7 – Czarny król · c7 – Czarny pionek · d7 – Czarny pionek · e7 – Biały skoczek · c6 – Czarny pionek · d6 – Czarny pionek · a5 – Biały król · d5 – Czarny pionek · a4 – Biały skoczek · h1 – Biały goniec | a8 – Czarny goniec · b8 – Biały goniec · a7 – Biały pionek · b7 – Czarny król · c7 – Czarny pionek · d7 – Czarny pionek · e7 – Biały skoczek · c6 – Czarny pionek · d6 – Czarny pionek · a5 – Biały król · d5 – Czarny pionek · a4 – Biały skoczek · h1 – Biały goniec | a8 – Czarny goniec · b8 – Biały goniec · a7 – Biały pionek · b7 – Czarny król · c7 – Czarny pionek · d7 – Czarny pionek · e7 – Biały skoczek · c6 – Czarny pionek · d6 – Czarny pionek · a5 – Biały król · d5 – Czarny pionek · a4 – Biały skoczek · h1 – Biały goniec | a8 – Czarny goniec · b8 – Biały goniec · a7 – Biały pionek · b7 – Czarny król · c7 – Czarny pionek · d7 – Czarny pionek · e7 – Biały skoczek · c6 – Czarny pionek · d6 – Czarny pionek · a5 – Biały król · d5 – Czarny pionek · a4 – Biały skoczek · h1 – Biały goniec | a8 – Czarny goniec · b8 – Biały goniec · a7 – Biały pionek · b7 – Czarny król · c7 – Czarny pionek · d7 – Czarny pionek · e7 – Biały skoczek · c6 – Czarny pionek · d6 – Czarny pionek · a5 – Biały król · d5 – Czarny pionek · a4 – Biały skoczek · h1 – Biały goniec | a8 – Czarny goniec · b8 – Biały goniec · a7 – Biały pionek · b7 – Czarny król · c7 – Czarny pionek · d7 – Czarny pionek · e7 – Biały skoczek · c6 – Czarny pionek · d6 – Czarny pionek · a5 – Biały król · d5 – Czarny pionek · a4 – Biały skoczek · h1 – Biały goniec | a8 – Czarny goniec · b8 – Biały goniec · a7 – Biały pionek · b7 – Czarny król · c7 – Czarny pionek · d7 – Czarny pionek · e7 – Biały skoczek · c6 – Czarny pionek · d6 – Czarny pionek · a5 – Biały król · d5 – Czarny pionek · a4 – Biały skoczek · h1 – Biały goniec | 2 |
| 1 | a8 – Czarny goniec · b8 – Biały goniec · a7 – Biały pionek · b7 – Czarny król · c7 – Czarny pionek · d7 – Czarny pionek · e7 – Biały skoczek · c6 – Czarny pionek · d6 – Czarny pionek · a5 – Biały król · d5 – Czarny pionek · a4 – Biały skoczek · h1 – Biały goniec | a8 – Czarny goniec · b8 – Biały goniec · a7 – Biały pionek · b7 – Czarny król · c7 – Czarny pionek · d7 – Czarny pionek · e7 – Biały skoczek · c6 – Czarny pionek · d6 – Czarny pionek · a5 – Biały król · d5 – Czarny pionek · a4 – Biały skoczek · h1 – Biały goniec | a8 – Czarny goniec · b8 – Biały goniec · a7 – Biały pionek · b7 – Czarny król · c7 – Czarny pionek · d7 – Czarny pionek · e7 – Biały skoczek · c6 – Czarny pionek · d6 – Czarny pionek · a5 – Biały król · d5 – Czarny pionek · a4 – Biały skoczek · h1 – Biały goniec | a8 – Czarny goniec · b8 – Biały goniec · a7 – Biały pionek · b7 – Czarny król · c7 – Czarny pionek · d7 – Czarny pionek · e7 – Biały skoczek · c6 – Czarny pionek · d6 – Czarny pionek · a5 – Biały król · d5 – Czarny pionek · a4 – Biały skoczek · h1 – Biały goniec | a8 – Czarny goniec · b8 – Biały goniec · a7 – Biały pionek · b7 – Czarny król · c7 – Czarny pionek · d7 – Czarny pionek · e7 – Biały skoczek · c6 – Czarny pionek · d6 – Czarny pionek · a5 – Biały król · d5 – Czarny pionek · a4 – Biały skoczek · h1 – Biały goniec | a8 – Czarny goniec · b8 – Biały goniec · a7 – Biały pionek · b7 – Czarny król · c7 – Czarny pionek · d7 – Czarny pionek · e7 – Biały skoczek · c6 – Czarny pionek · d6 – Czarny pionek · a5 – Biały król · d5 – Czarny pionek · a4 – Biały skoczek · h1 – Biały goniec | a8 – Czarny goniec · b8 – Biały goniec · a7 – Biały pionek · b7 – Czarny król · c7 – Czarny pionek · d7 – Czarny pionek · e7 – Biały skoczek · c6 – Czarny pionek · d6 – Czarny pionek · a5 – Biały król · d5 – Czarny pionek · a4 – Biały skoczek · h1 – Biały goniec | a8 – Czarny goniec · b8 – Biały goniec · a7 – Biały pionek · b7 – Czarny król · c7 – Czarny pionek · d7 – Czarny pionek · e7 – Biały skoczek · c6 – Czarny pionek · d6 – Czarny pionek · a5 – Biały król · d5 – Czarny pionek · a4 – Biały skoczek · h1 – Biały goniec | 1 |
|   | a | b | c | d | e | f | g | h |   |

rozwiązanie: 1.Sb2!
|   | a | b | c | d | e | f | g | h |   |
| 8 | g8 – Czarna wieża · h8 – Czarny król · g7 – Czarny pionek · h6 – Czarny pionek · e5 – Biały hetman · f5 – Biała wieża · g4 – Biały król | g8 – Czarna wieża · h8 – Czarny król · g7 – Czarny pionek · h6 – Czarny pionek · e5 – Biały hetman · f5 – Biała wieża · g4 – Biały król | g8 – Czarna wieża · h8 – Czarny król · g7 – Czarny pionek · h6 – Czarny pionek · e5 – Biały hetman · f5 – Biała wieża · g4 – Biały król | g8 – Czarna wieża · h8 – Czarny król · g7 – Czarny pionek · h6 – Czarny pionek · e5 – Biały hetman · f5 – Biała wieża · g4 – Biały król | g8 – Czarna wieża · h8 – Czarny król · g7 – Czarny pionek · h6 – Czarny pionek · e5 – Biały hetman · f5 – Biała wieża · g4 – Biały król | g8 – Czarna wieża · h8 – Czarny król · g7 – Czarny pionek · h6 – Czarny pionek · e5 – Biały hetman · f5 – Biała wieża · g4 – Biały król | g8 – Czarna wieża · h8 – Czarny król · g7 – Czarny pionek · h6 – Czarny pionek · e5 – Biały hetman · f5 – Biała wieża · g4 – Biały król | g8 – Czarna wieża · h8 – Czarny król · g7 – Czarny pionek · h6 – Czarny pionek · e5 – Biały hetman · f5 – Biała wieża · g4 – Biały król | 8 |
| 7 | g8 – Czarna wieża · h8 – Czarny król · g7 – Czarny pionek · h6 – Czarny pionek · e5 – Biały hetman · f5 – Biała wieża · g4 – Biały król | g8 – Czarna wieża · h8 – Czarny król · g7 – Czarny pionek · h6 – Czarny pionek · e5 – Biały hetman · f5 – Biała wieża · g4 – Biały król | g8 – Czarna wieża · h8 – Czarny król · g7 – Czarny pionek · h6 – Czarny pionek · e5 – Biały hetman · f5 – Biała wieża · g4 – Biały król | g8 – Czarna wieża · h8 – Czarny król · g7 – Czarny pionek · h6 – Czarny pionek · e5 – Biały hetman · f5 – Biała wieża · g4 – Biały król | g8 – Czarna wieża · h8 – Czarny król · g7 – Czarny pionek · h6 – Czarny pionek · e5 – Biały hetman · f5 – Biała wieża · g4 – Biały król | g8 – Czarna wieża · h8 – Czarny król · g7 – Czarny pionek · h6 – Czarny pionek · e5 – Biały hetman · f5 – Biała wieża · g4 – Biały król | g8 – Czarna wieża · h8 – Czarny król · g7 – Czarny pionek · h6 – Czarny pionek · e5 – Biały hetman · f5 – Biała wieża · g4 – Biały król | g8 – Czarna wieża · h8 – Czarny król · g7 – Czarny pionek · h6 – Czarny pionek · e5 – Biały hetman · f5 – Biała wieża · g4 – Biały król | 7 |
| 6 | g8 – Czarna wieża · h8 – Czarny król · g7 – Czarny pionek · h6 – Czarny pionek · e5 – Biały hetman · f5 – Biała wieża · g4 – Biały król | g8 – Czarna wieża · h8 – Czarny król · g7 – Czarny pionek · h6 – Czarny pionek · e5 – Biały hetman · f5 – Biała wieża · g4 – Biały król | g8 – Czarna wieża · h8 – Czarny król · g7 – Czarny pionek · h6 – Czarny pionek · e5 – Biały hetman · f5 – Biała wieża · g4 – Biały król | g8 – Czarna wieża · h8 – Czarny król · g7 – Czarny pionek · h6 – Czarny pionek · e5 – Biały hetman · f5 – Biała wieża · g4 – Biały król | g8 – Czarna wieża · h8 – Czarny król · g7 – Czarny pionek · h6 – Czarny pionek · e5 – Biały hetman · f5 – Biała wieża · g4 – Biały król | g8 – Czarna wieża · h8 – Czarny król · g7 – Czarny pionek · h6 – Czarny pionek · e5 – Biały hetman · f5 – Biała wieża · g4 – Biały król | g8 – Czarna wieża · h8 – Czarny król · g7 – Czarny pionek · h6 – Czarny pionek · e5 – Biały hetman · f5 – Biała wieża · g4 – Biały król | g8 – Czarna wieża · h8 – Czarny król · g7 – Czarny pionek · h6 – Czarny pionek · e5 – Biały hetman · f5 – Biała wieża · g4 – Biały król | 6 |
| 5 | g8 – Czarna wieża · h8 – Czarny król · g7 – Czarny pionek · h6 – Czarny pionek · e5 – Biały hetman · f5 – Biała wieża · g4 – Biały król | g8 – Czarna wieża · h8 – Czarny król · g7 – Czarny pionek · h6 – Czarny pionek · e5 – Biały hetman · f5 – Biała wieża · g4 – Biały król | g8 – Czarna wieża · h8 – Czarny król · g7 – Czarny pionek · h6 – Czarny pionek · e5 – Biały hetman · f5 – Biała wieża · g4 – Biały król | g8 – Czarna wieża · h8 – Czarny król · g7 – Czarny pionek · h6 – Czarny pionek · e5 – Biały hetman · f5 – Biała wieża · g4 – Biały król | g8 – Czarna wieża · h8 – Czarny król · g7 – Czarny pionek · h6 – Czarny pionek · e5 – Biały hetman · f5 – Biała wieża · g4 – Biały król | g8 – Czarna wieża · h8 – Czarny król · g7 – Czarny pionek · h6 – Czarny pionek · e5 – Biały hetman · f5 – Biała wieża · g4 – Biały król | g8 – Czarna wieża · h8 – Czarny król · g7 – Czarny pionek · h6 – Czarny pionek · e5 – Biały hetman · f5 – Biała wieża · g4 – Biały król | g8 – Czarna wieża · h8 – Czarny król · g7 – Czarny pionek · h6 – Czarny pionek · e5 – Biały hetman · f5 – Biała wieża · g4 – Biały król | 5 |
| 4 | g8 – Czarna wieża · h8 – Czarny król · g7 – Czarny pionek · h6 – Czarny pionek · e5 – Biały hetman · f5 – Biała wieża · g4 – Biały król | g8 – Czarna wieża · h8 – Czarny król · g7 – Czarny pionek · h6 – Czarny pionek · e5 – Biały hetman · f5 – Biała wieża · g4 – Biały król | g8 – Czarna wieża · h8 – Czarny król · g7 – Czarny pionek · h6 – Czarny pionek · e5 – Biały hetman · f5 – Biała wieża · g4 – Biały król | g8 – Czarna wieża · h8 – Czarny król · g7 – Czarny pionek · h6 – Czarny pionek · e5 – Biały hetman · f5 – Biała wieża · g4 – Biały król | g8 – Czarna wieża · h8 – Czarny król · g7 – Czarny pionek · h6 – Czarny pionek · e5 – Biały hetman · f5 – Biała wieża · g4 – Biały król | g8 – Czarna wieża · h8 – Czarny król · g7 – Czarny pionek · h6 – Czarny pionek · e5 – Biały hetman · f5 – Biała wieża · g4 – Biały król | g8 – Czarna wieża · h8 – Czarny król · g7 – Czarny pionek · h6 – Czarny pionek · e5 – Biały hetman · f5 – Biała wieża · g4 – Biały król | g8 – Czarna wieża · h8 – Czarny król · g7 – Czarny pionek · h6 – Czarny pionek · e5 – Biały hetman · f5 – Biała wieża · g4 – Biały król | 4 |
| 3 | g8 – Czarna wieża · h8 – Czarny król · g7 – Czarny pionek · h6 – Czarny pionek · e5 – Biały hetman · f5 – Biała wieża · g4 – Biały król | g8 – Czarna wieża · h8 – Czarny król · g7 – Czarny pionek · h6 – Czarny pionek · e5 – Biały hetman · f5 – Biała wieża · g4 – Biały król | g8 – Czarna wieża · h8 – Czarny król · g7 – Czarny pionek · h6 – Czarny pionek · e5 – Biały hetman · f5 – Biała wieża · g4 – Biały król | g8 – Czarna wieża · h8 – Czarny król · g7 – Czarny pionek · h6 – Czarny pionek · e5 – Biały hetman · f5 – Biała wieża · g4 – Biały król | g8 – Czarna wieża · h8 – Czarny król · g7 – Czarny pionek · h6 – Czarny pionek · e5 – Biały hetman · f5 – Biała wieża · g4 – Biały król | g8 – Czarna wieża · h8 – Czarny król · g7 – Czarny pionek · h6 – Czarny pionek · e5 – Biały hetman · f5 – Biała wieża · g4 – Biały król | g8 – Czarna wieża · h8 – Czarny król · g7 – Czarny pionek · h6 – Czarny pionek · e5 – Biały hetman · f5 – Biała wieża · g4 – Biały król | g8 – Czarna wieża · h8 – Czarny król · g7 – Czarny pionek · h6 – Czarny pionek · e5 – Biały hetman · f5 – Biała wieża · g4 – Biały król | 3 |
| 2 | g8 – Czarna wieża · h8 – Czarny król · g7 – Czarny pionek · h6 – Czarny pionek · e5 – Biały hetman · f5 – Biała wieża · g4 – Biały król | g8 – Czarna wieża · h8 – Czarny król · g7 – Czarny pionek · h6 – Czarny pionek · e5 – Biały hetman · f5 – Biała wieża · g4 – Biały król | g8 – Czarna wieża · h8 – Czarny król · g7 – Czarny pionek · h6 – Czarny pionek · e5 – Biały hetman · f5 – Biała wieża · g4 – Biały król | g8 – Czarna wieża · h8 – Czarny król · g7 – Czarny pionek · h6 – Czarny pionek · e5 – Biały hetman · f5 – Biała wieża · g4 – Biały król | g8 – Czarna wieża · h8 – Czarny król · g7 – Czarny pionek · h6 – Czarny pionek · e5 – Biały hetman · f5 – Biała wieża · g4 – Biały król | g8 – Czarna wieża · h8 – Czarny król · g7 – Czarny pionek · h6 – Czarny pionek · e5 – Biały hetman · f5 – Biała wieża · g4 – Biały król | g8 – Czarna wieża · h8 – Czarny król · g7 – Czarny pionek · h6 – Czarny pionek · e5 – Biały hetman · f5 – Biała wieża · g4 – Biały król | g8 – Czarna wieża · h8 – Czarny król · g7 – Czarny pionek · h6 – Czarny pionek · e5 – Biały hetman · f5 – Biała wieża · g4 – Biały król | 2 |
| 1 | g8 – Czarna wieża · h8 – Czarny król · g7 – Czarny pionek · h6 – Czarny pionek · e5 – Biały hetman · f5 – Biała wieża · g4 – Biały król | g8 – Czarna wieża · h8 – Czarny król · g7 – Czarny pionek · h6 – Czarny pionek · e5 – Biały hetman · f5 – Biała wieża · g4 – Biały król | g8 – Czarna wieża · h8 – Czarny król · g7 – Czarny pionek · h6 – Czarny pionek · e5 – Biały hetman · f5 – Biała wieża · g4 – Biały król | g8 – Czarna wieża · h8 – Czarny król · g7 – Czarny pionek · h6 – Czarny pionek · e5 – Biały hetman · f5 – Biała wieża · g4 – Biały król | g8 – Czarna wieża · h8 – Czarny król · g7 – Czarny pionek · h6 – Czarny pionek · e5 – Biały hetman · f5 – Biała wieża · g4 – Biały król | g8 – Czarna wieża · h8 – Czarny król · g7 – Czarny pionek · h6 – Czarny pionek · e5 – Biały hetman · f5 – Biała wieża · g4 – Biały król | g8 – Czarna wieża · h8 – Czarny król · g7 – Czarny pionek · h6 – Czarny pionek · e5 – Biały hetman · f5 – Biała wieża · g4 – Biały król | g8 – Czarna wieża · h8 – Czarny król · g7 – Czarny pionek · h6 – Czarny pionek · e5 – Biały hetman · f5 – Biała wieża · g4 – Biały król | 1 |
|   | a | b | c | d | e | f | g | h |   |

rozwiązanie: 1.Wg5!

Pełne rozwiązania:
zadanie nr 1:
- 1.Gd5 K:d5 2.Kb5 e5 3.Hc4 mat
- 1.Gd5 ed5 2.Ha4! d4 3.Hb5 mat

wariant poboczny
- 1.Gd5 e5 2.Hc4 mat

zadanie nr 2:
- 1.Wb1! Kg7 2.Hb7+ Kh8 3.Hb2! mat
- 1.Wb1! Kg7 2.Hb7+ Kf8/Kh6 3.h8H mat
- 1.Wb1! Kg7 2.Hb7+ Kf6 3.Wb6 mat

zadanie nr 3:
- 1.Sb2 d4 2.Sd3 d5 3.Sc5 mat
- 1.Sb2 c5 2.Sc4 c6 3.Sd6 mat

zadanie nr 4:
- 1.Wg5 Kh7 2.Wg6! K:g6 3.Hf5 mat
- 1.Wg5 Kh7 2.Wg6! Kh8 3.Wh6 mat
- 1.Wg5 Kh7 2.Wg6! h5+ 3.H:h5 mat

poboczne warianty
- 1.Wg5 h:g5 2.Hh2 mat
- 1.Wg5 h5 2.W:h5 mat
- 1.Wg5 Wxx 2.H:g7 mat